# Hệ hô hấp
Hệ hô hấp là một hệ cơ quan có chức năng trao đổi không khí diễn ra trên toàn bộ các bộ phận của cơ thể. Ở con người và các loài thú khác, các đặc điểm giải phẫu học của hệ hô hấp gồm có ống dẫn khí, phổi và hệ cơ hô hấp.

## Cơ quan hô hấp
Cơ quan hô hấp được sử dụng bởi hầu hết, hoặc tất cả các loài Động vật để chuyển đổi loại khí cần thiết cho cuộc sống (được gọi là sự hô hấp). Những cơ quan đó tồn tại dưới nhiều hình thức như:
- Da: một số thủy sinh, hay động vật sống trên mặt đất (một số loài nhện và rận, ví dụ) có thể hít thở một cách đơn giản bằng cách trao đổi khí qua bề mặt của cơ thể
- Mang: nhiều thủy sinh, động vật sử dụng mang để thở. Ngay cả các động vật trên mặt đất cũng có thể làm được điều này, như với các loài mọt có thể tìm thấy được dưới những tảng đá trong sân nhà. Mang chỉ đơn giản là lớp tế bào điều chỉnh một cách cụ thể để trao đổi khí một cách phù hợp.
- Mang phụ: một số loài nhện, bọ cạp, và vài loài chân khớp vẫn dùng mang phụ. Mang phụ, chủ yếu là mang được điều chỉnh cho sử dụng trên đất, trong quá trình hô hấp của chúng. Chúng là những tế bào đơn giản, với nhiều vết nhăn để tăng diện tích bề mặt
- Một bộ phận trong tai: Một cơ quan thở phụ cho các loài cá thuộc họ Anabantoidei. Chủ yếu kèm theo các tế bào đan xen chằng chịt với nhau, phát triển từ một góc trong cấu trúc của mang
- Khí quản và phế quản: ống phát triển của nhiều loài chân khớp, có thể từ mang phụ, mà đơn giản chỉ dẫn trực tiếp vào các cơ quan thông qua các lỗ được gọi là lỗ mang, nơi mà các cơ quan nội bộ tiếp nhận với không khí. Chúng có thể rất đơn giản, như là với một số loài nhện, hoặc phức tạp hơn, kết thúc bằng một cái túi khí phức tạp, như với nhiều côn trùng.
- Phổi: phổi được tạo bởi các mô cơ, các tế bào bên trong phổi thu oxy trong không khí và chuyển nó vào trong máu qua mao mạch và thải khí carbon dioxide ra.
- Cơ hoành - một lớp cơ mỏng nằm ở dưới cùng của cơ quan hô hấp có trách nhiệm trong việc điều chỉnh khối lượng không khí hít thở.